# Albiert Leszczow
Albiert Wiktorowicz Leszczow (ros. Альберт Викторович Лещёв; ur. 27 września 1971 w Iżewsku) – rosyjski hokeista, reprezentant Rosji. Trener hokejowy.

## Kariera zawodnicza
- CSKA Moskwa (1991-2003)
  -  Russian Penguins (1993-1994)
- Chimik Mytiszczi / Atłant Mytiszczi (2005-2009)
- SKA Sankt Petersburg (2009)
- CSKA Moskwa (2009-2010)

Wychowanek Mołotu-Prikamje Perm. Wieloletni zawodnik CSKA Moskwa, w którym rozegrał 11 sezonów. Po raz drugi od listopada 2009. Przez wiele lat grał w Superlidze, a pod koniec kariery w KHL. W 2010 zakończył karierę zawodniczą. W barwach Rosji grał w turniejach Euro Hockey Tour.

## Kariera trenerska
- Sieriebrianyje Akuły Moskwa (2010-2011), trener
- Krasnaja Armija Moskwa (2011-2015), asystent trenera
- Zwiezda-WDW Dmitrow (2015), asystent trenera, główny trener
- CSKA Moskwa (2017-2018), asystent trenera
- Krasnaja Armija Moskwa (2018-2019), główny trener
- SKA-1946 Sankt Petersburg (2019-2021), asystent trenera
- Reprezentacja Rosji do lat 17 (2019/2020), główny trener
- Reprezentacja Rosji do lat 18 (2021-), główny trener
- Reprezentacja Rosji (2021-), asystent trenera
- SKA Sankt Petersburg (2021-), asystent trenera

W sezonie 2010/2011 był trenerem juniorskiego zespołu Sieriebrianyje Akuły w Moskwie. W sezonie 2011/2012 został asystentem szkoleniowcem juniorskiego zespołu Krasnaja Armija Moskwa, występującej w rozgrywkach MHL. Następnie objął funkcję starszego trenera zespołu. W edycji Wysszaja Chokkiejnaja Liga (2015/2016) był asystentem, a od drugiej połowy października głównym trenerem zespołu Zwiezda-WDW Dmitrow. Od lipca 2017 trener w sztabie CSKA Moskwa. W lipcu 2018 został głównym trenerem zespołu Krasnaja Armija Moskwa. W grudniu 2019 wszedł do sztabu SKA-1946, także w MHL. Od tego czasu w sezonie 2019/2020 był głównym trenerem kadry Rosji do lat 17. W lutym 2021 został głównym trenerem SKA-1946 i reprezentacji Rosji do lat 18, z którą uczestniczył w turnieju mistrzostw świata juniorów do lat 18 edycji 2021. Podczas turnieju MŚ 2021 był asystentem w sztabie ekipy Rosyjskiego Komitetu Olimpijskiego. W sezonie KHL (2021/2022) wszedł do sztbau seniorskiego zespołu SKA Sankt Petersburg. W lipcu 2022 potwierdzono jego udział w sztabie trenera Romana Rotenberga.

## Sukcesy
Zawodnicze klubowe
- Srebrny medal mistrzostw ZSRR: 1992 z CSKA Moskwa
- Mistrzostwo wyższej ligi: 1997 z CSKA Moskwa
- Awans do Superligi: 2002 z CSKA Moskwa

Zawodnicze indywidualne
- Superliga rosyjska w hokeju na lodzie (2006/2007):
  - Nagroda za Wierność Hokejowi
- Superliga rosyjska w hokeju na lodzie (2007/2008):
  - Nagroda Najlepsza Trójka dla tercetu najskuteczniejszych strzelców ligi (oraz Siergiej Moziakin i Nikołaj Pronin) - łącznie 49 goli
  - Nagroda za Wierność Hokejowi

Szkoleniowe
- Srebrny medal MHL: 2012, 2014 z Krasnaja Armija Moskwa
- Srebrny medal mistrzostw świata juniorów do lat 18: 2021 z Rosją